# La Vierge à l'Enfant entre saint Jérôme et saint Louis de Toulouse
Le Vierge à l'Enfant entre saint Jérôme et saint Louis de Toulouse est un tableau attribué au peintre italien Andrea Mantegna peint vers 1455. Il est conservé au musée Jacquemart-André, à Paris, en France.

## Historique
Cette œuvre est datée généralement d'après le mariage de Mantegna avec la fille de Jacopo Bellini et sœur de Giovanni Bellini en 1453. Elle est marquée par l'influence du peintre vénitien. Cette influence est telle que l'attribution à Mantegna a parfois été contestée.
Cette œuvre, acquise par l'artiste-peintre  et collectionneuse Nélie Jacquemart, est léguée à la mort de celle-ci en 1912, avec l'ensemble de sa collection, à l'Institut de France. Le panneau est conservé dans leur ancien hôtel particulier, l'actuel Musée Jacquemart-André.

## Description
Les personnages, la Vierge et le Christ, Jérôme de Stridon à gauche et saint Louis d'Anjou ou Louis de Toulouse à droite, sont présentés à mi-corps, derrière un parapet et sous une guirlande de fleurs, représentation qui se retrouve aussi bien chez Bellini que chez Mantegna. Le visage robuste du Christ et la vue des personnages en contre-plongée sont au contraire propres aux tableaux de Mantegna de la première époque. 